# William McKenzie Thomson
William McKenzie Thomson, kanadski letalski častnik, vojaški pilot in letalski as, * 15. september 1898, Lachine, Quebec, † 9. julij 1987.
Stotnik Thomson je v svoji vojaški službi dosegel 26 zračnih zmag.

## Življenjepis
Med prvo svetovno vojno je bil sprva pripadnik Kraljevega letalskega korpusa, nato pa Kraljevega vojnega letalstva.

## Odlikovanja
- Military Cross (MC)
- Distinguished Flying Cross (DFC)